# Brandi Rhodes
Brandi Alexis Runnels z domu Reed (ur. 23 czerwca 1983 w Canton w Michigan) – amerykańska wrestlerka, konferansjerka ringowa, modelka, łyżwiarka figurowa i reporterka. Współpracowała z WWE jako Eden Stiles. Pełniła tam obowiązki konferansjerki ringowej oraz prowadziła zakulisowe wywiady z zawodnikami. Była również związana  z federacją Total Nonstop Action Wrestling (TNA), gdzie występowała pod pseudonimem ringowym Brandi Rhodes. Pod tym imieniem występuje na scenie niezależnej, m.in. w Ring of Honor.
W 2017 r. został zapowiedziany jej udział w reality show pt. WAGS Atlanta.

## Dzieciństwo i młodość
Reed urodziła się i wychowywała w Canton w stanie Michigan. Dorastała ze starszym bratem. Od czwartego do dwudziestego pierwszego roku życia trenowała łyżwiarstwo figurowe, biorąc udział w konkursach. Ukończyła studia na Uniwersytecie Michigan. Przed przenosinami do Miami przez dwa lata była reporterką w lokalnej stacji telewizyjnej. Na Florydzie rozwijała karierę modelki. Ponadto studiowała dziennikarstwo na Uniwersytecie Miami, uzyskując stopień magistra.

## Kariera wrestlerki

### World Wrestling Entertainment

#### Florida Championship Wrestling (2011)
W marcu 2011 r. podpisała kontrakt z WWE, zaczynając pracę w federacji rozwojowej Florida Championship Wrestling (FCW). Miesiąc później zadebiutowała pod ringowym imieniem Brandi. Towarzyszyła Lucky Cannonowi podczas jego występu w jednym z house show FCW. Debiutancka, a zarazem jedyna walka Reeds miała miejsce 16 lipca na gali FCW Summer SlamRama. Uczestniczyła w siedmioosobowym battle royal, który wygrała Sonia.

#### Konferansjerka ringowa
12 maja rozpoczęła pracę konferansjerki w cotygodniowych odcinkach programu WWE Superstars, natomiast od 11 lipca pełniła tę samą funkcję w NXT jako Eden Stiles. Stiles zapowiadała walki również w epizodach SmackDown z 15 lipca i 11 listopada. W grudniu federacja, na prośbę zawodniczki, zwolniła ją z kontraktu.

#### Powrót do WWE (2013-2016)
W lipcu 2013 r. Reed zapowiedziała swój powrót do WWE na Twitterze. Ponownie przybrała imię Eden Stiles i zaczęła anonsować pojedynki w NXT. Trzy miesiące później utworzyła video blog, publikowany na stronie internetowej WWE, po czym w styczniu 2015 r. zakończyła jego prowadzenie. Od wczesnej jesieni 2014 r. Stiles regularnie zapowiadała walki i prowadziła wywiady w SmackDown i Main Event. Pełniła rolę konferansjerki na WrestleManii 31 (debiut na gali pay-per-view). W marcu 2015 r. zastąpiła Lilian Garcię w jej obowiązkach, dopóki ta nie doszła do zdrowia po operacji chirurgicznej. 24 maja 2016 r. odeszla z WWE. Parę dni wcześniej federację opuścił mąż Stiles – Cody „Rhodes” Runnels.

### Scena niezależna (od 2016)
3 czerwca ogłoszono, że Stiles znajdzie się w narożniku Cody’ego Rhodesa w jego meczu przeciwko Michaelowi Bennettowi na gali „Wrestling Under the Stars”, która miała miejsce 26 sierpnia w Pittsfield w Massachusetts. 19 lutego 2017 r. Rhodesowie zwyciężyli ConnieLynn Blais i Michaela Richarda Blais w mieszanym tag team matchu na gali federacji Prairie Wrestling Alliance.
15 października pokonała Jordynne Grace na gali federacji Pro Wrestling Magic w swoim pierwszym w karierze indywidualnym pojedynku. 30 marca 2017 r. zdobyła DDT Pro Ironman Heavymetalweight Championship, pokonując Joeya Ryana, na gali federacji WrestlePro, ale tego samego wieczoru straciła go na rzecz Puta Bucka.

### Total Nonstop Action Wrestling (2016–2017)
16 września portal internetowy TMZ zakomunikował, że Runnels podpisała kontrakt z TNA. Federacja potwierdziła to 19 września. Tego dnia pojawił się wywiad zawodniczki z Joshem Mathewsem, komentatorem Impact Wrestling, na portalu YouTube.
Brandi Rhodes i jej mąż zadebiutowali w TNA na gali Bound for Glory, gdzie skonfrontowali się z Mikiem Bennettem i Marią. Wydarzenie to zapoczątkowało spór (feud) między oboma małżeństwami. Cody wygrał 13 października, zapowiedziane tydzień wcześniej, spotkanie z Bennettem w programie Impact Wrestling, zaś 20 października, po jego przegranej walce z Eddiem Edwardsem o TNA World Heavyweight Championship, Maria zaatakowała Brandi, asystującą mężowi przy ringu. 27 października obie strony stoczyły pojedynek tag teamowy, a jego zwycięzcami okazali się Cody i Brandi. Tydzień później Maria próbowała nakłonić Rhodes do dołączenia do jej grupy, lecz ta odmówiła i w trakcie sprzeczki została pobita przez Siennę. 17 listopada spór dobiegł końca. Tego dnia Brandi z pomocą Madison Rayne pokonały Siennę i Laurel Van Ness, asystentki Marii, w tag team matchu.
26 stycznia 2017 r. Rosemary zaproponowała jej przyłączenie się do stajni Decay, ponawiając próbę 2 lutego, ale spotkała się z dwukrotną odmową Brandi. 9 lutego Rhodes została napadnięta przez Rosemary i innych członków Decay, Abyssa i Crazzy Steve’a, podczas segmentu ringowego. Napad zakończył Moose, który zmusił agresorów do opuszczenia ringu. W następnym odcinku Impact Wrestling Moose i Rhodes zwyciężyli Decay w pojedynku drużynowym. 23 lutego została wplątana w rywalizację między mężem a niedawnym obrońcą. Jej mąż odkrył, że Moose dał Brandi swój numer telefonu i w atak zazdrości napadł na niego.
6 kwietnia wzięła udział w ośmioosobowym gauntlet matchu, którego stawką było uzyskanie miana pretendentki do walki o TNA Knockouts Championship. Została wyeliminowana przez ODB. W sierpniu GFW usunął profil zawodniczki ze swojej strony internetowej, tym samym oficjalnie Rhodes odeszła z federacji.

## Inne media
Reed grała w krajowych reklamach Budweisera, KFC, jak również pozowała dla magazynu Maxim. Wypuściła własną linię kostiumów kompielowych o nazwie „Confection Swimwear”. Prowadzi blog o zdrowym trybie życia.
2 listopada 2017 r. został zapowiedziany udział Brandi Rhodes w reality show stacji E! pt. WAGS Atlanta.

## Życie prywatne

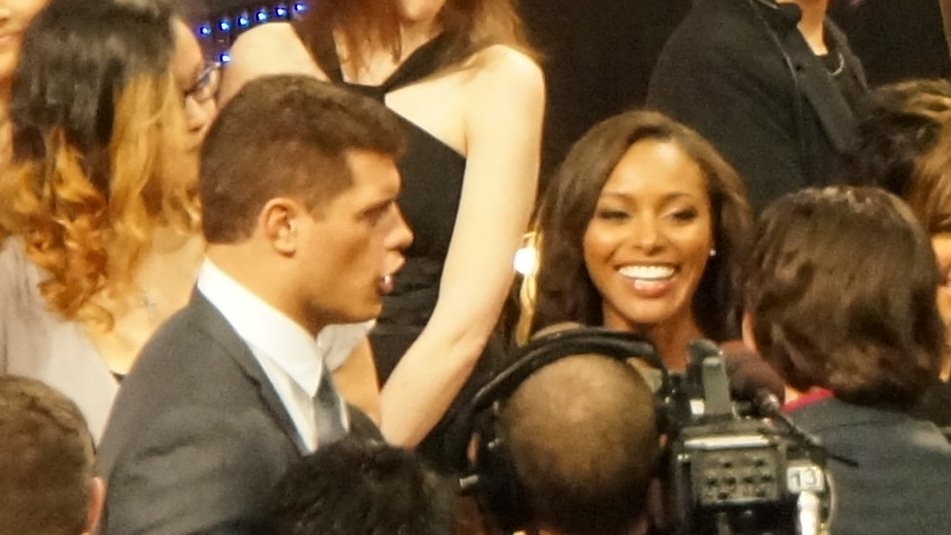
Reed z mężem Codym Rhodesem w kwietniu 2014 r.

12 września 2013 roku Reed poślubiła wrestlera Cody’ego Runnelsa, znanego z występów w WWE pod pseudonimami Cody Rhodes i Stardust. Para ma córkę Liberty Iris, urodzoną w czerwcu 2021.

## W wrestlingu
- Finishery
  - Shot of Brandi (Zmodyfikowany reverse STO)
  - Zmodyfikowany crossface z dodaniem bodyscissors
- Inne ruchy
  - Delayed knee strike
  - Drop toe-hold
  - Lou Thesz press
  - Missile drop z drugiej liny
  - Running back elbow
- Menedżer
  - Cody Rhodes
  - Moose
- Motywy muzyczne
  - "Kingdom" ~ Downstait (TNA; od 2 października 2016; używany podczas menedżerowania Cody’ego Rhodesa)
  - "Goin' In (Brandi Rhodes)" ~ Thomas McFarland i Black Montana[41] (TNA; od 6 października 2016)

## Mistrzostwa i osiągnięcia
- DDT Pro-Wrestling
  - DDT Pro Ironman Heavymetalweight Championship (1x)[19][20]